# Golden Village

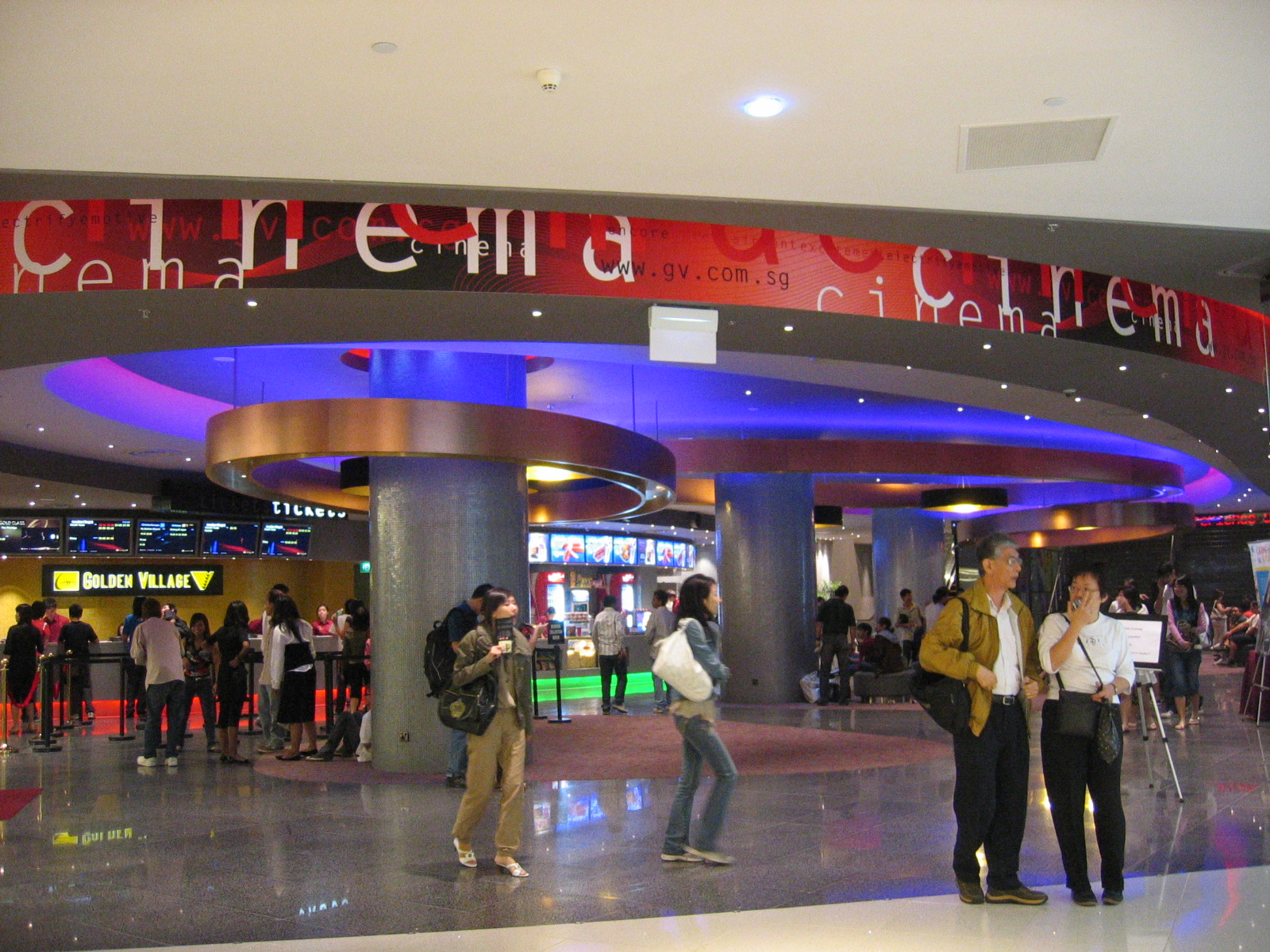
位於新加坡怡丰城的戲院內部

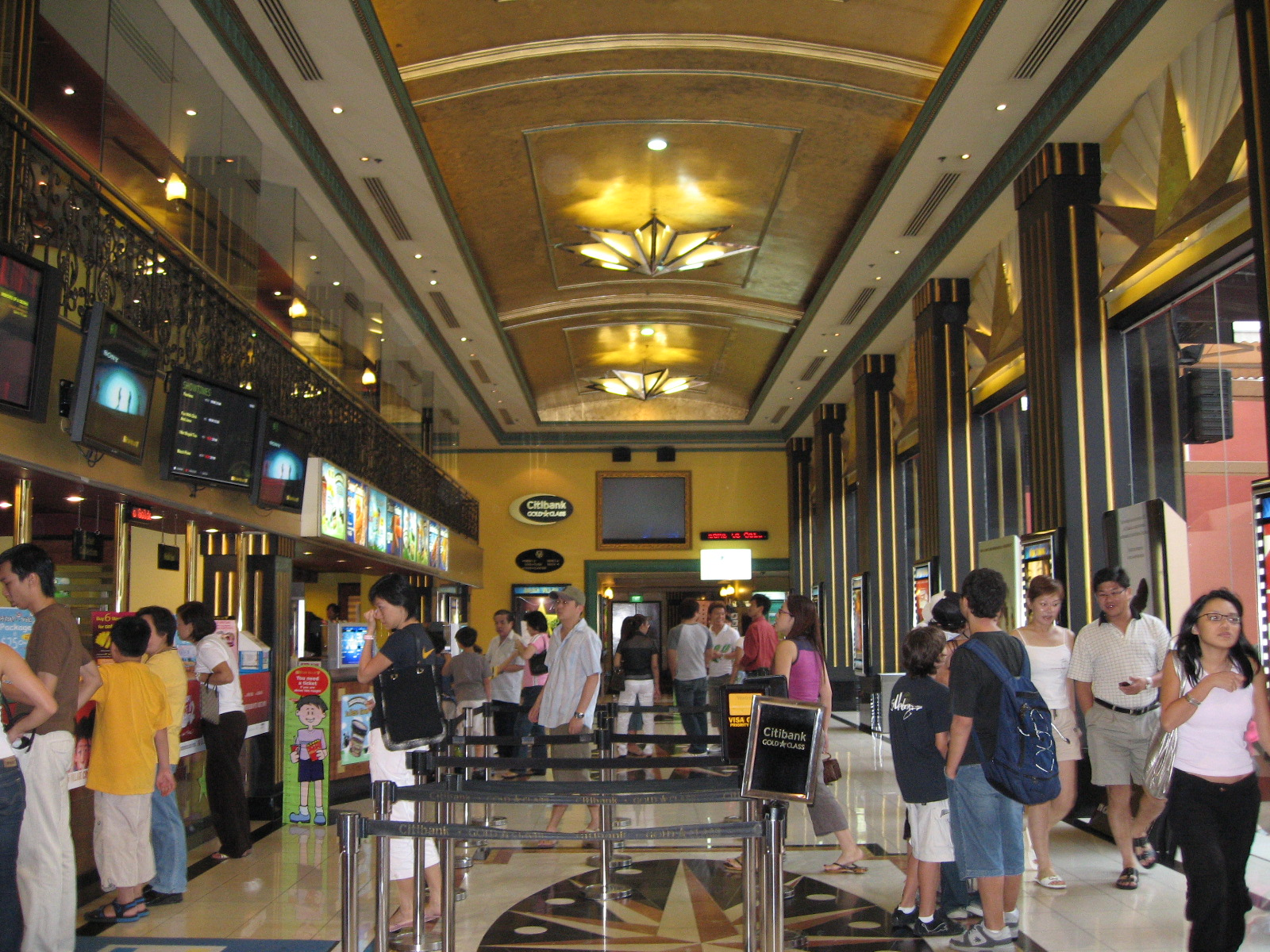
位於新加坡世界城的戲院售票廳

Golden Village是香港電影製作公司橙天嘉禾的海外電影娛樂事業品牌，名稱取自創立當時合資的「Golden Harvest」（嘉禾）、「Village Roadshow」（威秀电影），目前由旗下嘉年華影業所屬集團在新加坡使用。

## 沿革
- 1989年6月16日，香港嘉禾設立Golden Screen Limited。7月7日，Golden Screen與澳洲威秀电影在香港合資成立嘉年華影業有限公司[2][3]，目標新加坡市場。
- 1990年1月24日，嘉年華影業控股的「嘉華娛樂（新加坡）公司」在新加坡成立，並於2月9日設置「嘉華電影發行公司」、接著21日為「嘉華影城公司」。
- 1992年5月27日，新加坡的嘉華院線（Golden Village Cinema）開幕[4]。
- 1996年12月10日，「嘉華控股公司」在新加坡成立，將嘉華影城公司納入控股管理[5]。
- 2017年6月13日，新加坡當地mm2全亚影视娱乐有限公司（mm2 Asia Ltd.）與威秀協議欲買下嘉年華集團，但橙天嘉禾方面反對而破局[3]。9月29日，Golden Screen收購威秀50%持股，橙天嘉禾全資擁有嘉年華集團[6]。

## 組織架構
- 嘉年華影業有限公司（Dartina Development Limited）
  - 嘉華娛樂（新加坡）公司（Golden Village Entertainment (Singapore) Pte Ltd.，GVE）
    - 嘉華電影發行公司（Golden Village Pictures Pte Ltd.，GVP）

  - 嘉華控股公司（Golden Village Holdings Pte Ltd.，GVH）
    - 嘉華影城公司（Golden Village Multiplex Pte Ltd.，GVM）

## 馬來西亞
1994年6月28日，嘉禾與馬來西亞Tanjong Entertainment Sdn Bhd合資成立「Tanjong Golden Village Sdn Bhd」（TGV），擴展當地影城市場。2004年12月1日，改名「TGV Cinemas Sdn Bhd」。2008年2月13日，嘉禾出脫TGV全數持股，退出馬來西亞市場。

## 韓國
1996年12月20日，韓國第一製糖與香港嘉禾、澳洲威秀合資成立「CJ Golden Village株式會社」（CGV）。2001年3月，更名「CGV株式會社」。2002年10月，因應第一製糖集團改組為CJ集团，冠名「CJ CGV株式會社」。創設當時的嘉禾、威秀現已無持股，該公司在韓國及海外開設CGV影城。

## 臺灣
嘉年華影業早年曾在臺灣註冊「Golden Village」等商標，威秀电影財報也登載過「Golden Village (Taiwan) Co. Limited」。2004年10月19日，嘉禾與其他買家入主華納威秀，至2006年確定中文更名「威秀影城」，但對英文該用「NEO Village」還是「Golden Village」的意見則陷入分歧，最後定案採中文諧音的「VieShow」。

## 外部連結
- 官方网站